# Xã Clinton, Quận Wayne, Iowa
Xã Clinton (tiếng Anh: Clinton Township) là một xã thuộc quận Wayne, tiểu bang Iowa, Hoa Kỳ. Năm 2010, dân số của xã này là 76 người.